# هوارد جونسون (سياسي)
هوارد جونسون (بالإنجليزية: Howard Johnson)‏ هو محامي وسياسي بريطاني (وحمل سابقاً جنسية المملكة المتحدة لبريطانيا العظمى وأيرلندا)، ولد في 25 ديسمبر 1910، وتوفي في 13 سبتمبر 2000. حزبياً، نشط في حزب المحافظين. وقد في الانتخابات العامة في المملكة المتحدة 1950 ‏، انتخب عضو برلمان المملكة المتحدة الـ39 عن دائرة برايتون، كيمبتاون (23 فبراير 1950 – 5 أكتوبر 1951) وفي الانتخابات العامة في المملكة المتحدة 1951 ‏، انتخب عضو برلمان المملكة المتحدة الـ40 عن دائرة برايتون، كيمبتاون (25 أكتوبر 1951 – 6 مايو 1955) وفي الانتخابات العامة في المملكة المتحدة 1955 ‏، انتخب عضو البرلمان الحادي والأربعين للمملكة المتحدة ‏ عن دائرة برايتون، كيمبتاون (26 مايو 1955 – 18 سبتمبر 1959).